# Turahan Bey
Turahan Bey (en turco: Turahan Bey/Beğ; griego: Τουραχάνης, Τουραχάν μπέης o Τουραχάμπεης; murió en 1456) fue un destacado comandante militar y gobernador otomano de Tesalia desde 1423 hasta su muerte en 1456. Participó en muchas campañas otomanas en el segundo cuarto del siglo XV, luchando contra los bizantinos, así como en la cruzada de Varna. Sus repetidas incursiones en Morea transformaron el Despotado en una dependencia otomana y abrió el camino para su conquista, y su administración de Tesalia, donde estableció nuevos pueblos, fundó la ciudad de Tyrnavos y revitalizó la economía, sentaron las bases para el dominio otomano en la zona en los siglos venideros.